# Convexo
Um conjunto de pontos, isto é, uma figura ou uma região, é convexo se, para todos os pares de pontos do conjunto, os segmentos formados estiverem inteiramente contidos no conjunto.A necessidade de se distinguir figuras convexas de não convexas prende-se ao fato de que estas raramente podem ser estudadas com formulações gerais, ou seja, não se conseguem para figuras não convexas fórmulas genéricas no cálculo ou relacionamento de seus elementos.
Curva convexa: Aquela na qual qualquer segmento de recta unindo dois de seus pontos está mais afastado do observador que o trecho da curva entre esses pontos.
Superfície convexa: Aquela na qual qualquer segmento de reta unindo dois de seus pontos está mais afastado do observador que a curva projetada por essa recta na superfície.
Polígono convexo: Aquele em que se unirmos dois pontos quaisquer, eles jamais passarão pelo lado de fora do polígono. Para um polígono ser convexo, quaisquer dos pontos tem que estar dentro dessa regra.

## Exemplos
A superfície de uma bola de futebol ou de qualquer esfera vista por fora, o planeta Terra visto do espaço ou a abóbada de uma igreja vista por fora são exemplos de superfícies convexas. 
A linha da meia lua da grande área vista pelo atacante indo em direção ao gol adversário, ou o contorno da Praia de Copacabana, quando se olha o mar a partir da Avenida Atlântica, são exemplos de curvas convexas.
Todos os óculos se baseiam em lentes convexas para aumentar as imagens. O cristalino de nosso olho também é uma lente convexa.
Todo triângulo é um polígono convexo.